# Polnische Eishockeyliga 1966/67
Die Saison 1966/67 war die 32. Spielzeit der polnischen Eishockeyliga, der höchsten polnischen Eishockeyspielklasse. Meister wurde zum insgesamt 13. Mal in der Vereinsgeschichte Legia Warszawa. KTH Krynica stieg in die 2. Liga ab.

## Modus
Die zehn Mannschaften bestritten zunächst eine gemeinsame Hauptrunde. Die fünf bestplatzierten Mannschaften der Hauptrunde qualifizierten sich für die Finalrunde, in der der Meister ausgespielt wurde. Die anderen fünf Mannschaften spielten in der Abstiegsrunde um den Klassenerhalt, wobei der Letztplatzierte in die 2. Liga abstieg. Für einen Sieg erhielt jede Mannschaft zwei Punkte, bei einem Unentschieden gab es einen Punkt und bei einer Niederlage null Punkte.

## Mannschaften
| Baildon Katowice |

| Warszawa |

| GKS Katowice |

| Nowy Targ |

| Bydgoszcz |

| Łódź |

| Janów |

| Murcki |

| Toruń |

| Krynica |

| Baildon Katowice |

| Warszawa |

| GKS Katowice |

| Nowy Targ |

| Bydgoszcz |

| Łódź |

| Janów |

| Murcki |

| Toruń |

| Krynica |

## Finalrunde
|    | Klub                | Sp | Tore   | Punkte |
| -- | ------------------- | -- | ------ | ------ |
| 1. | Legia Warszawa      | 26 | 132:72 | 39     |
| 2. | GKS Katowice        | 26 | 126:69 | 36     |
| 3. | KS Pomorzanin Toruń | 26 | 94:66  | 34     |
| 4. | Podhale Nowy Targ   | 26 | 102:80 | 28     |
| 5. | Naprzód Janów       | 26 | 88:110 | 23     |

Sp = Spiele, S = Siege, U = unentschieden, N = Niederlagen, OTS = Overtime-Siege, OTN = Overtime-Niederlage, SOS = Penalty-Siege, SON = Penalty-Niederlage

## Abstiegsrunde
|     | Klub              | Sp | Tore   | Punkte |
| --- | ----------------- | -- | ------ | ------ |
| 6.  | Polonia Bydgoszcz | 18 | 71:73  | 18     |
| 7.  | Górnik Murcki     | 18 | 60:77  | 15     |
| 8.  | ŁKS Łódź          | 18 | 65:81  | 13     |
| 9.  | Baildon Katowice  | 18 | 59:66  | 11     |
| 10. | KTH Krynica       | 18 | 46:149 | 3      |

Sp = Spiele, S = Siege, U = unentschieden, N = Niederlagen, OTS = Overtime-Siege, OTN = Overtime-Niederlage, SOS = Penalty-Siege, SON = Penalty-Niederlage